# 永見柳二
永見 柳二（ながみ りゅうじ、生年不詳 - 1951年）は、日本の脚本家である。永見 隆二（同訓）とも名乗った。

## 人物・来歴
1931年（昭和6年）、オリジナル脚本を書いた映画『○○自慢』が東京の松竹蒲田撮影所で製作され、同年8月15日に公開されて、永見 隆二の脚本家デビューとなった。翌1932年（昭和7年）8月26日には、オリジナル脚本を成瀬巳喜男が監督した『チョコレートガール』が公開されている。
1934年（昭和9年）には、永見が書いた原作が日活多摩川撮影所に採用され、これを倉田文人が脚色、監督した『紅い唇紅い頬』が同年8月15日に公開された。同年、ピー・シー・エル映画製作所（P.C.L.）に入社、永見 柳二を名乗り、オリジナル脚本を木村荘十二が監督し、榎本健一が主演した『エノケンの魔術師』が同年10月25日に公開された。1937年（昭和12年）、P.C.L.が東宝映画に統合され、同社の東京撮影所（現在の東宝スタジオ）で引き続き脚本を書いた。
1939年（昭和14年）、東宝映画から日活多摩川撮影所に移籍し、「永見隆二」名義に戻し、原作山岡荘八の小説の映画化、『純情の眸』を手がけ、同年5月18日に同作は公開された。1942年（昭和17年）、日活多摩川は大映に統合されたが、引き続き大映で脚本を書いた。
1945年（昭和20年）8月15日、第二次世界大戦の終戦を迎え、永見は1947年（昭和22年）4月22日に公開された新東宝のエノケン映画『九十九人目の花嫁』の脚本で復帰した。同作は、東和商事（現在の東宝東和）宣伝部長から東宝映画、新東宝のプロデューサーへと転進した筈見恒夫のプロデュース作である。1948年（昭和23年）2月21日に公開された『大学の門』は、筈見と、筈見のもとで洋画のポスターを描いていた野口久光との共同プロデュース作である。同作が永見の遺作となった。
1951年（昭和26年）、死去した。1954年（昭和29年）10月12日に公開されたエノケン映画『エノケンの天国と地獄』は、永見の原案を山下与志一が脚本にしたものであった。

## フィルモグラフィ

### 松竹蒲田撮影所
永見隆二名義
- 『○○自慢』（原作・脚本）、潤色松崎博臣、監督松井稔、主演若水照子、1931年8月15日
- 『チョコレートガール』（原作・脚本）、監督成瀬巳喜男、主演水久保澄子、1932年8月26日
- 『紅い唇紅い頬』（原作）、脚本・監督倉田文人、出演星玲子、日活多摩川撮影所、1934年8月15日

### ピー・シー・エル映画製作所
永見柳二名義
- 『エノケンの魔術師』（原作・脚本）、監督木村荘十二、音楽紙恭輔、主演榎本健一、1934年10月25日
- 『女優と詩人』（脚本）、原作中野実、監督成瀬巳喜男、音楽紙恭輔、主演宇留木浩、1935年3月21日
- 『すみれ娘』（脚本）、原作白井鐵造、監督山本嘉次郎、音楽紙恭輔、主演堤真佐子、1935年5月11日
- 『三色旗ビルディング』（脚本）、原作サトウ・ハチロウ、共同脚本小林正、監督木村荘十二、撮影三村明、音楽監督池譲、主演徳川夢声、1935年7月12日
- 『ラヂオの女王』（脚本）、原作伊馬鵜平、監督矢倉茂雄、音楽紙恭輔、出演宇留木浩、1935年8月11日
- 『サーカス五人組』（脚本）、原作古川緑波『悲しきジンタ』、共同脚本伊馬鵜平、監督成瀬巳喜男、音楽紙恭輔、主演堤真佐子、1935年10月1日
- 『人生初年兵』（脚本）、原作佐々木邦、共同脚本伊馬鵜平、監督矢倉茂雄、撮影友成達雄、音楽紙恭輔、主演宇留木浩、1935年12月11日
- 『あきれた連中』（脚本）、原作秋田実、監督岡田敬・伏水修、音楽紙恭輔、主演花菱アチャコ、横山エンタツ、1936年1月15日
- 『女軍突撃隊』（脚本）、原作中野実、監督木村荘十二、撮影三村明、音楽紙恭輔、主演藤原釜足、1936年1月22日
- 『大洋の寵児』（脚本）、原作古川緑波、監督矢倉茂雄、撮影友成達雄、音楽古賀政男・紙恭輔、主演藤山一郎、宇留木浩、1936年8月21日
- 『東京ラプソディ』（脚本）、原作佐伯孝夫、監督伏水修、撮影三村明、音楽古賀政男、出演藤山一郎、1936年12月1日
- 『青春部隊』（原作・脚本）、監督松井稔、撮影友成達雄、音楽谷口又士、出演大川平八郎、1937年3月24日
- 『日本女性読本』（脚本）、原作菊池寛、共同脚本江口又吉・小崎政房、監督山本嘉次郎・木村荘十二・大谷俊夫、音楽清田茂、出演高田稔、竹久千恵子、三益愛子、1937年5月21日
- 『お嬢さん』（脚本）、原作吉屋信子、監督山本薩夫、撮影三村明、音楽伊藤昇、出演霧立のぼる、1937年7月8日
- 『北支の空を衝く』（脚本）、共同脚本八住利雄、監督渡辺邦男、撮影友成達雄、音楽伊藤昇、演奏P.C.L.管弦楽団、主題歌『戦火の下に』（作詞佐藤惣之助、作曲奥山貞吉）、主演岡譲二、大川平八郎、1937年9月1日

### 東宝映画東京撮影所
- 『牛づれ超特急』（脚本）、共同脚本伊馬鵜平、監督大谷俊夫、撮影友成達雄、音楽谷口又士、主演藤原釜足、1937年11月3日
- 『愛国六人娘』（脚本）、監督松井稔、音楽谷口又士、主演神田千鶴子、東宝映画京都撮影所、1937年12月1日
- 『花束の夢』（脚本）、共同脚本伊馬鵜平、監督松井稔、音楽谷口又士、主演佐伯秀男、1938年1月14日
- 『街に出たお嬢さん』（原作）、脚本阪田英一、監督大谷俊夫、撮影唐沢弘光、音楽谷口又士、出演霧立のぼる、1938年7月31日
- 『軍港の乙女達』（原作）、脚本江口又吉、監督伏水修、撮影三村明、音楽伊藤昇、主演堤真佐子、1938年12月7日
- 『美はしき出発』（脚本）、共同脚本・監督山本薩夫、撮影宮島義勇、音楽服部正、主演原節子、高峰秀子、1939年2月21日

### 日活多摩川撮影所
永見隆二名義
- 『純情の眸』（脚本）、原作山岡荘八、監督春原政久、主演村田知栄子、1939年5月18日
- 『花園の天使』（脚本）、原作吉田二三夫、監督千葉泰樹、撮影長井信一、出演杉狂児、轟夕起子、1939年7月13日
- 『押切り混線記』（脚本）、原作笠原良三、監督伊賀山正徳、主演姫宮接子、1939年7月20日
- 『キャラコさん』（脚本）、原作久生十蘭、監督森永健次郎、主演轟夕起子、1939年9月28日
- 『今日の船出』（脚本）、原作秋田淳、監督伊賀山正徳、出演江川宇礼雄、1939年12月5日
- 『街の唱歌隊』（脚本）、原作長崎五郎、監督島耕二、出演杉狂児、ディック・ミネ、1940年1月6日
- 『歴史 第一部 動乱戊辰』（脚本）、原作榊山潤、構成・監督内田吐夢、音楽服部正、主演小杉勇、1940年5月15日
- 『歴史 第二部 焦土建設』『歴史 第三部 黎明日本』（脚本）、原作榊山潤、構成・監督内田吐夢、音楽服部正、主演小杉勇、1940年5月30日
- 『野いばら』（脚本）、原作玉川映二、監督市川哲夫、主演山本礼三郎、1940年6月8日
- 『雑草夫人』（脚本）、原作土岐愛作、監督古賀聖人、主演笠原恒彦、1940年10月17日
- 『鉄の愛情』（脚本）、原作関川周、監督伊賀山正徳、主演小杉勇、1940年10月31日
- 『大地の楽園』（脚本）、監督小西達三郎、主演伊沢一郎、1940年11月28日
- 『百万円の人生』（脚本）、原作浜木浩、共同脚本秋田淳、監督伊賀山正徳、主演星ひかる、1941年1月7日
- 『山高帽子』（脚本）、原作河内仙介、監督島耕二、出演杉狂児、1941年1月14日
- 『潜水艦1号』（原作・脚本）、監督伊賀山正徳、応援監督山本弘之、主演中田弘二、1941年5月23日
- 『電撃二重奏』（脚本）、原作長崎五郎、共同脚本伊藤章三、監督島耕二、出演杉狂児、1941年8月7日
- 『山荘の怪事件』（脚本）、原作湯本雨太郎、共同脚本岡田豊、監督野口博志、主演伊沢一郎、1941年10月1日
- 『海の母』（原作・脚本）、監督伊賀山正徳、浪曲口演天中軒雲月、主演杉村春子、1942年2月7日

### 大映
- 『虹の道』（脚本）、監督伊賀山正徳、音楽大久保徳二郎、主演天中軒雲月、杉狂児、大映第二撮影所、1942年5月21日
- 『シンガポール總攻撃』（脚本）、監督島耕二、音楽杉山長谷雄、録音橋本国雄、主演村田宏寿、大映第二撮影所、1943年4月29日
- 『肉弾挺身隊』（脚本）、原作小川忠悳、監督田中重雄、撮影長井信一、音楽斎藤一郎、出演水島道太郎 、大映、1944年9月28日
- 『最後の帰郷』（脚本）、企画加賀四郎、原作菊池寛、共同脚本八田尚之・小石栄一、監督田中重雄・吉村廉、音楽服部正、主演宇佐美淳、月丘夢路、大映、1945年7月26日

### 新東宝映画
- 『九十九人目の花嫁』（脚本）、製作筈見恒夫、原案エノケン文芸部、監督佐藤武、音楽服部正、出演榎本健一、柳田貞一、1947年4月22日
- 『かけ出し時代』（脚本）、原作戸川幸夫、監督佐伯清、音楽早坂文雄、出演藤田進、1947年7月15日
- 『大学の門』（脚本）、製作筈見恒夫・野口久光、原作田村泰次郎、共同脚本木村千依男、監督佐藤武、音楽服部正、出演中村彰、1948年2月21日
- 『エノケンの天国と地獄』（原作）、脚本山下与志一、監督佐藤武、撮影岡戸嘉外、音楽三木鶏郎、主演榎本健一、若山セツ子、1954年10月12日 - 没後

## 註
1. 1 2 3 4 5 6 7 8  #外部リンク欄の日本映画データベース「永見隆二」の項のリンク先の記述を参照。二重リンクを省く。
2. 1 2 3  #外部リンク欄の日本映画データベース「永見柳二」の項のリンク先の記述を参照。二重リンクを省く。